# Mons Hadley

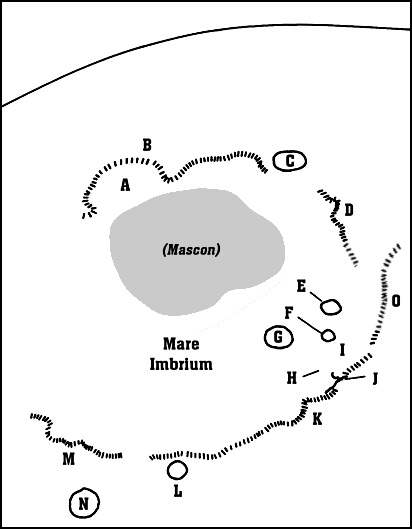
Mapa rejonu Mare Imbrium; Szczelina Hadley oznaczona jest literą I (w środku po prawej)

Mons Hadley – masyw w północnej części Montes Apenninus, pasma leżącego na północnej półkuli Księżyca. Góra wznosi się na wysokość 4,6 km, a maksymalna średnica przy podstawie to 25 km.
Na południowy zachód od Mons Hadley znajduje się dolina będąca miejscem lądowania Apollo 15, a jeszcze dalej w tym samym kierunku nieco mniejszy szczyt Mons Hadley Delta (δ) o wysokości około 3,5 km, którego współrzędne wynoszą ☾ 25,8°N 3,8°E/25,800000 3,800000. Na zachód od tych gór leży kręta Rima Hadley.
Nazwy tych miejsc upamiętniają Johna Hadleya.

## Rima Hadley
Ta wijąca się dolina ciągnie się na północny wschód w kierunku góry Mons Hadley, od której przejęła nazwę. Jej współrzędne selenograficzne wynoszą ☾ 25,0°N 3,0°E/25,000000 3,000000, a średnica 80 km. Zaczyna się przy kraterze Béla, wydłużonej formacji o wielkiej osi skierowanej na północny zachód.

## Pobliskie kratery
Cztery małe kratery w pobliżu doliny zostały nazwane przez MUA. Są one wymienione poniżej.
| Krater | Współrzędne     | Średnica  | Pochodzenie nazwy       |
| ------ | --------------- | --------- | ----------------------- |
| Béla   | 24,7° N, 2,3° E | 11 × 2 km | węgierskie imię męskie  |
| Carlos | 24,9° N, 2,3° E | 4 km      | hiszpańskie imię męskie |
| Jomo   | 24,4° N, 2,4° E | 7 km      | afrykańskie imię męskie |
| Taizo  | 24,7° N, 2,2° E | 6 km      | japońskie imię męskie   |

## Satelickie kratery
Standardowo formacje te na mapach księżycowych oznacza się przez umieszczenie litery po tej stronie centralnego punktu krateru, która jest bliższa Mons Hadley.
| Hadley | Szerokość | Długość | Średnica |
| ------ | --------- | ------- | -------- |
| C      | 25,5° N   | 2,8° E  | 6 km     |